# قائمة أنواع الطيور المنقرضة
قائمة الطيور المنقرضة حديثاً: تعرض هذه المقالة أسماء الطيور التي انقرضت.
| اسم الطائر                          | عام الإنقراض                    | مكان الإنتشار                                              | ملاحظات                                                               |
| ----------------------------------- | ------------------------------- | ---------------------------------------------------------- | --------------------------------------------------------------------- |
| طائر الدودو                         | 1662-1700                       | جزيرة موريشيوس                                             | انظر مجيء البحارة الهولنديون إلى جزيرة موريشيوس. انظر جريرة موريشيوس. |
| طائر الموا العملاق                  | أكثر من 200 عام                 | نيوزيلندا                                                  |                                                                       |
| طائر باغمان واربيل                  | بعد عام 1832                    |                                                            |                                                                       |
| الدرميس التسماني                    | 1850                            | تاسمانيا                                                   |                                                                       |
| طائر الأوك العظيم                   | منقرض في منتصف القرن التاسع عشر | جزرِ شرق كندا وجرينلند وآيسلندا والنرويج وأيرلندا وبريطانيا |                                                                       |
| حمامة الركاب                        | 1914                            |                                                            | انظر الأستعمار الأوربي الأمريكيتين.                                   |
| ببغاء كارولينا                      | 1918                            | وادي أوهايو                                                |                                                                       |
| النعامة العربية                     | 1928-1966                       | شبه الجزيرة العربية والشرق الأدنى                          |                                                                       |
| كروان الاسكيمو                      | 1978                            | أمريكا الشمالية وأمريكا الجنوبية                           |                                                                       |
| طائر العسل ذو الوجه الأسود          | 2004                            |                                                            |                                                                       |
| طائر صياد الأشجار البرازيلي الخفي   | 2007                            | البرازيل                                                   |                                                                       |
| طائر ألاغواس البرازيلي مجمع الأوراق | 2011                            | البرازيل                                                   |                                                                       |
| طائر ليسان رايل                     | غير معروف                       |                                                            |                                                                       |
| ببغاء سيشل                          | غير معروف                       | جزيرة سيشل                                                 |                                                                       |
| حمامة موريشيوس الزرقاء              | غير معروف                       | جزيرة موريشيوس                                             | انظر مجيء البحارة الهولنديون إلى جزيرة موريشيوس. انظر جريرة موريشيوس. |
| طائر الصعو                          | غير معروف                       |                                                            |                                                                       |
| ببغاء عريض المنقار                  | بين 1507 و1513                  | في جزر ماسكارين في موريشيوس.                               |                                                                       |